# Touit batavicus
Touit batavicus là một loài chim trong họ Psittacidae.